# Hikakin
Hikaru Kaihatsu (開発 ヒカル Kaihatsu Hikaru?, Myōkō, Niigata, 21 de abril de 1989), más conocido por su alias Hikakin, es un youtuber y beatboxer japonés. Su vídeo de haciendo beatbox con la música de Super Mario Bros. se volvió viral en 2010, llegando a más de 3,8 millones de visitas a mediados de septiembre de 2010. Él, junto a su compatriota YouTuber japonés Megwin, renunciaron a sus trabajos diarios en el 2012, centrándose exclusivamente en sus canales. También colaboró con Gille, que aparece en sus promociones para su sencillo "Try Again", donde se afirma que él es uno de los usuarios de YouTube más populares de Japón. En diciembre de 2012, Hikakin lanzó su primer álbum, una colaboración con el compositor de música de videojuegos Hideki Sakamoto para la banda sonora de la aplicación de dibujo Echannel para PlayStation Vita. En mayo de 2013, Hikakin participó en los Premios Estrella Social y los conciertos posteriores en Singapur, actuando con Aerosmith durante su puesta en escena, el beatboxing antes de realizar con la banda en Walk This Way.